# Plonéis
 Plonéis  (en bretón Ploneiz) es una población y comuna francesa, situada en la región de Bretaña, departamento de Finisterre, en el distrito de Quimper y cantón de Plogastel-Saint-Germain.

## Demografía
| 605                       | 1 078 | 1 020 | 1 200 | 1 296 | 1 244 | 1 353 | 1 363 | 1 326 | 1 313 | 1 323 | 1 350 | 1 418 | 1 406 | 1 529 | 1 702 | 1 134 | 1 219 | 1 235 | 1 314 | 1 255 | 1 176 | 1 095 | 1 011 | 1 003 | 967 | 946 | 936 | 1 161 | 1 373 | 1 426 | 1 417 | 1 687 | 1 756 |
| (Fuente: INSEE y Cassini) |       |       |       |       |       |       |       |       |       |       |       |       |       |       |       |       |       |       |       |       |       |       |       |       |     |     |     |       |       |       |       |       |       |